# 'Cue Detective
«'Cue Detective» (укр. «Детектив з барбекю») — друга серія двадцять сьомого сезону мультсеріалу «Сімпсони», прем'єра якої відбулась 4 жовтня 2015 року у США на телеканалі «Fox».

## Сюжет
Подивившись у школі фільм 1967 року «Доктор Дулітл», діти усвідомлюють, що Барт і Ліса смердять, і починають їх дражнити з цього приводу. Те саме відбувається з Гомером на атомній електростанції, коли люди називають його «Смердсон». Згодом Мардж виявляє, що запах йде від їхнього одягу, оскільки їх пральна машина — стара і покрита цвіллю. Вона дає Гомеру повний мішок грошей, щоб вони могли придбати нову пральну машину.
По дорозі до магазину Гомер відчуває щось смачненьке і виявляє придорожню стійку для барбекю, якою керує старий байкер. Коли Гомер їсть найкраще барбекю, яке коли-небудь їв, байкер розкриває, що секрет у тому, що коптильня зроблена з метеорита з унікальною формою вулика, який затримує увесь жир і соус від будь-чого, смаженого на грилі. Гомер наважується купити коптильню.
Вдома Мардж засмучується, що Гомер витратив усі їхні гроші на гриль, але пробачає його, коли вона сама їсть їжу з нього на сімейного барбекю. Аромат притягує людей з усього Спрінґфілда на задній двір Сімпсонів, щоб поласувати смачними м'ясними шматочками. Врешті-решт, гриль Гомера стає настільки популярним, що з'являється шеф-кухар «Жувального каналу» Скотті Бум і зневажливо викликає його на їж-бій.
Готуючи копчену свинину для участі у змаганнях, Гомер виявляє, що його коптильню вкрали. Він викликає поліцію, але Кленсі і Лу переконують Гомера змиритися, що його гриля немає і ніколи його не знайдуть. Однак Барт і Ліса вирішують розслідувати злочин самі, коли помічають, що Гомер настільки збентежений крадіжкою, що навіть відмовляється пити.
Діти досліджують двір і виявляють, що злодій дав Маленькому Помічнику Санти банку з натуральним арахісовим маслом, щоб той не гавкав. Потім дует переходить до магазину «Комора сировини», де продають натуральне арахісове масло. Вони «переконують» працівника дозволити їм побачити кадри камер безпеки, на яких видно, як Нельсон купує арахісове масло.
Барт і Ліса розмовляють з Нельсоном у парку, де він грає в планшетну гру «Битва замків» (англ. «Clash of Castles») з дорогими оновленнями. Нельсон стриманий і біжить до металозвалища, щоб зустрітись із кимось після цього. Дует спостерігає, як йому платять, і виявляють гриль під деякими деревами. Барт та Ліса намагаються його відвезти додому, однак через те, що гриль гарячий, він завантажується на вантажівку і його відвозять геть.
Гомер, Барт, Ліса та Меґґі втрачають надію на змагання, але Мардж переконує їх, що вона може впоратися із копченнями за допомогою орендованої стійки для спецій. На змаганнях Мардж робить все можливе проти Скотті Бума, але зазнає невдач, оскільки вона використовувала всі спеції разом. Однак, коли Скотті представляє своє м'ясо, виявляється, що сліди гриля у формі вулика на ньому не відповідають його звичайному грилю, і його звинувачують у шахрайстві. Скотті звільняють з «Жувального каналу», дискваліфіковують зі змагань, і заарештовується шефом Віггамом. Зрештою, Сімпсонів оголошують переможцями.
Однак, це не повністю задовольняє Барта та Лісу, які намагаються з'ясувати, чому в першу чергу вкрали гриль. Незабаром вони чують ту саму мелодію дзвінка для мобільних телефонів, яку чули, коли Нельсон доставляв коптильню. Вони вирішують переслідувати власника телефону. Коли вони його наздоганяють, вони виявляють, що це — син Скотті, Тайлер Бум. Він підставив батька, бо той був занадто зайнятий своїм телевізійним шоу і не проводив часу з родиною. Тайлер пояснює, що зустрів Нельсона у «Битві замків» і найняв його, щоб вкрасти гриль Гомера, щоб підставити його. Скотті та Тайлер незабаром миряться, і Тайлер повертає курця Гомера.
У сцені під час титрів демонструються кілька сцен з майбутнього коптильні «Вулик». Спершу Сімпсони продають його Нельсону в обмін нову пральну машину, а згодом, інопланетні бджолині люди повертають «Вулик» у космос…

## Ставлення критиків і глядачів
Під час прем'єри серію переглянули 6,02 млн осіб з рейтингом 2.7, що зробило її найпопулярнішим шоу на каналі «Fox» тієї ночі.
Денніс Перкінс з «The A.V. Club» дав серії оцінку B-, сказавши, що це «якась добре розказана, скромна історія „Сімпсонів“, яку серіал все ще може продовжити…».
Згідно з голосуванням на сайті The NoHomers Club більшість фанатів оцінили серію на 4/5 із середньою оцінкою 3,27/5.